# Zakłady Azotowe Puławy
Grupa Azoty Zakłady Azotowe Puławy S.A., empresa química polaca con sede en Puławy que se especializa en la producción a gran tonelaje de fertilizantes nitrogenados monocomponentes (nitrato de amonio, urea, solución de nitrato amónico-urea, sulfato de amonio), uno de los mayores productores de melamina del mundo y la mayor empresa polaca en el sector de la Gran Síntesis Química. También produce caprolactama, peróxido de hidrógeno, AdBlue y gases técnicos.

## Datos de la sociedad
Zakłady Azotowe Puławy S.A. está inscrita en el Registro Judicial Nacional bajo el número 0000011737.
Datos de registro:
- REGON [Registro Nacional de Empresas]: 430528900,
- NIP [Número de Identificación Fiscal]: 7160001822.

El capital social es de 191 150 000 PLN y se divide en 19 115 000 acciones al año 2012.
El accionariado de la Sociedad a mediados de 2012 era el siguiente:
- Tesoro Público - 50,67 %
- Kompania Węglowa SA - 9,90 %
- Zbigniew Jakubas y entidades vinculadas - 5,16 %
- ING OFE - 5,01 %

## Historia

### Periodo de laRepública Popular de Polonia

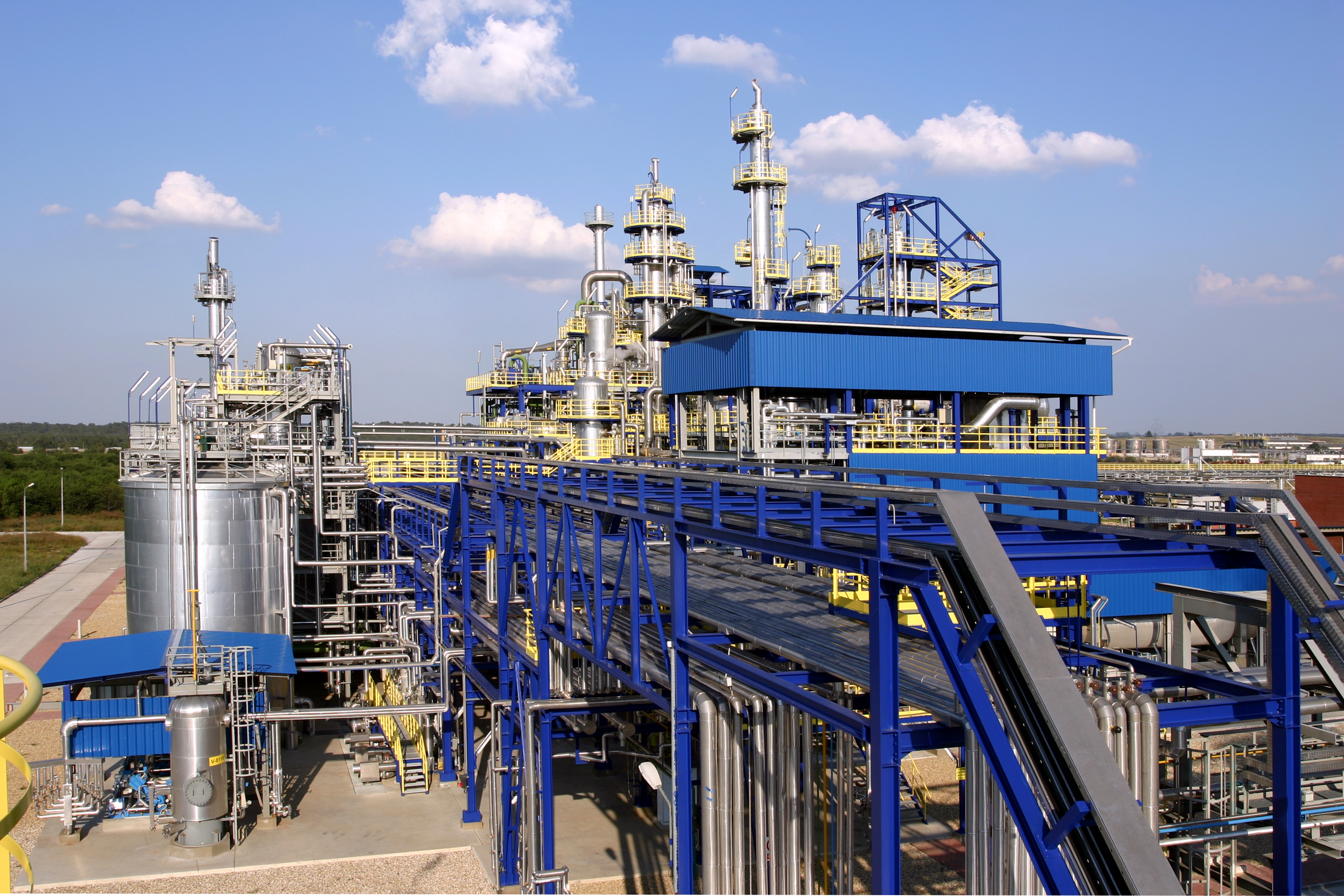
Instalaciones de producción en Zakłady Azotowe "PUŁAWY" S.A.

La decisión de construir en Puławy una fábrica productora de fertilizantes nitrogenados fue tomada en 1960. La fábrica fue construida durante 5 años. El 4 de junio de 1966 arrancó por primera vez la producción de amoníaco y urea. En los años 1967-1970 arrancó la producción de dióxido de carbono y hielo seco.
En 1970 se tomó la decisión de construir una fábrica de caprolactama, y de 1975 a 1977 se construyó la primera línea de producción de melamina.
En los años 80 se dieron los primeros pasos para reducir los efectos nocivos de la fábrica en el medio ambiente. Se construyó, entre otras cosas, una planta de depuración en la línea de producción de caprolactama. Paralelamente se amplió el surtido de fertilizantes artificiales, implementando la producción del primer fertilizante bicomponente: la solución de nitrato amónico-urea.

### Periodo de la III República
El 1 de septiembre de 1992 la fábrica fue transformada en una sociedad unipersonal del Tesoro Público y recibió su nombre actual. El 14 de noviembre de 1995 arrancó la línea de producción de peróxido de hidrógeno. El 15 de diciembre de 1998 comenzó a trabajar la instalación productora de ortoborato de sodio (perborato de sodio). Además de esto, se cambió y modernizó las antiguas líneas tecnológicas de urea y amoníaco.
En los años 2000-2004 arrancaron sucesivamente dos nuevas líneas de producción de melamina en colaboración con la empresa Eurotecnica, gracias a lo cual la fábrica logró un 10 % de participación en la producción mundial de este compuesto químico.
Hasta 2005 el propietario de la fábrica era el Tesoro Público, con un 99,9 % de acciones en la sociedad. En 2005 la empresa fue privatizada mediante la emisión de acciones en la Bolsa de Valores de Varsovia; el Tesoro Público siguió siendo propietario del paquete de control.
El 30 de noviembre de 2007 se creó la Zona Económica Especial Starachowice - Subzona Puławy. La Subzona Puławy está localizada dentro de Zakłady Azotowe «Puławy» S.A., en el Parque Industrial de Puławy, y abarca un área de unas 99 ha. En 2008 Zakłady Azotowe «Puławy» S.A. obtuvo el permiso para ejercer una actividad económica dentro de la zona económica especial consistente en una inversión cuyo objetivo es aumentar la capacidad de producción de urea en unas 270 000 toneladas/año y de AdBlue hasta 100 000 toneladas/año. Ese mismo año la empresa Air Liquide obtuvo el permiso para ejercer una actividad económica dentro de la zona económica especial en el ámbito de producción de gases técnicos para Zakłady Azotowe «Puławy» S.A. y otros clientes. Estas inversiones fueron finalizadas en 2010.
En 2011 la sociedad adquirió el 98,43 % de participaciones en Gdańskie Zakłady Nawozów Fosforowych «Fosfory» sp. z o.o., ampliando su oferta comercial a los fertilizantes fosfatados y las mezclas de fertilizantes.
En 2012 la sociedad adquirió el 85 % de participaciones en la empresa química de Chorzów Adipol-Azoty S.A., ampliando su oferta comercial al nitrato de potasio, el nitrato de calcio y los aditivos químicos en los alimentos.

## Órganos

### Consejo de Administración
- Jacek Janiszek - Presidente del Consejo de Administración[10][11]
- Krzysztof Homenda - Miembro del Consejo de Administración
- Paweł Owczarski - Miembro del Consejo de Administración
- Izabela Małgorzata Świderek - Miembro del Consejo de Administración
- Andrzej Skwarek - Miembro del Consejo de Administración

### Junta de Supervisión
- Jacek Nieścior- Presidente de la Junta de Supervisión[12]
- Maciej Marzec - Miembro de la Junta de Supervisión
- Wiktor Cwynar - Secretario de la Junta de Supervisión
- Grzegorz Mandziarz - Miembro de la Junta de Supervisión
- Jacek Wójtowicz - Miembro de la Junta de Supervisión
- Krzysztof Bednarz - Miembro de la Junta de Supervisión

## Capacidad de producción

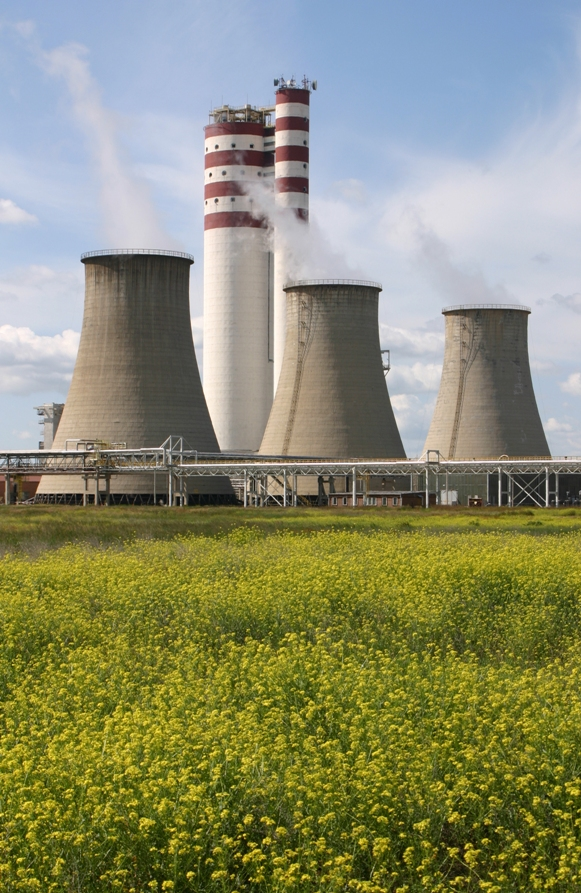
Vista de Zakłady Azotowe de Puławy

La capacidad de producción anual de la fábrica fue la siguiente en 2011:
- urea - 1 215 000 toneladas
- nitrato de amonio - 1 103 850 toneladas
- solución de nitrato amónico-urea - 1 000 000 toneladas
- sulfato de amonio - 156 000 toneladas
- AdBlue - 100 000 toneladas
- melamina - 92 000 toneladas
- caprolactama - 70 000 toneladas
- peróxido de hidrógeno - 10 000 toneladas
- dióxido de carbono líquido - 74 250 toneladas

## Estructura organizativa

### Entidades subsidiarias
- Gdańskie Zakłady Nawozów Fosforowych «Fosfory» Sp z o.o. - 98,45 % (porcentaje de participaciones en la Sociedad)[14][15]
- Azoty-Adipol S.A. - producción de fertilizantes y productos químicos, servicios logísticos - 85,00 %[16][17]
- Prozap Sp z o.o. - servicios de ingeniería - 84,69 %
- Remzap Sp z o.o. - servicios de reparación - 94,61 %
- Medical Sp.z o.o. - servicios sanitarios - 91,41 %
- Jawor Sp z o.o. - servicios hoteleros - 99,96 %
- Sto-Zap Sp z o.o. - servicios de cáterin - 96,15 %
- Melamina III Sp z o.o. - proyecto energético - 100,00 %

### Entidades afiliadas
- BBM Sp z o.o. - terminal marítima de exportación - 50,00 %
- CTL Kolzap Sp z o.o. - servicios de apartadero - 49,00 %
- Navitrans Sp.z o.o. - servicios de transporte - 26,45 %
- Technochimservis - servicios comerciales - 25,00 %

## Clubs deportivos

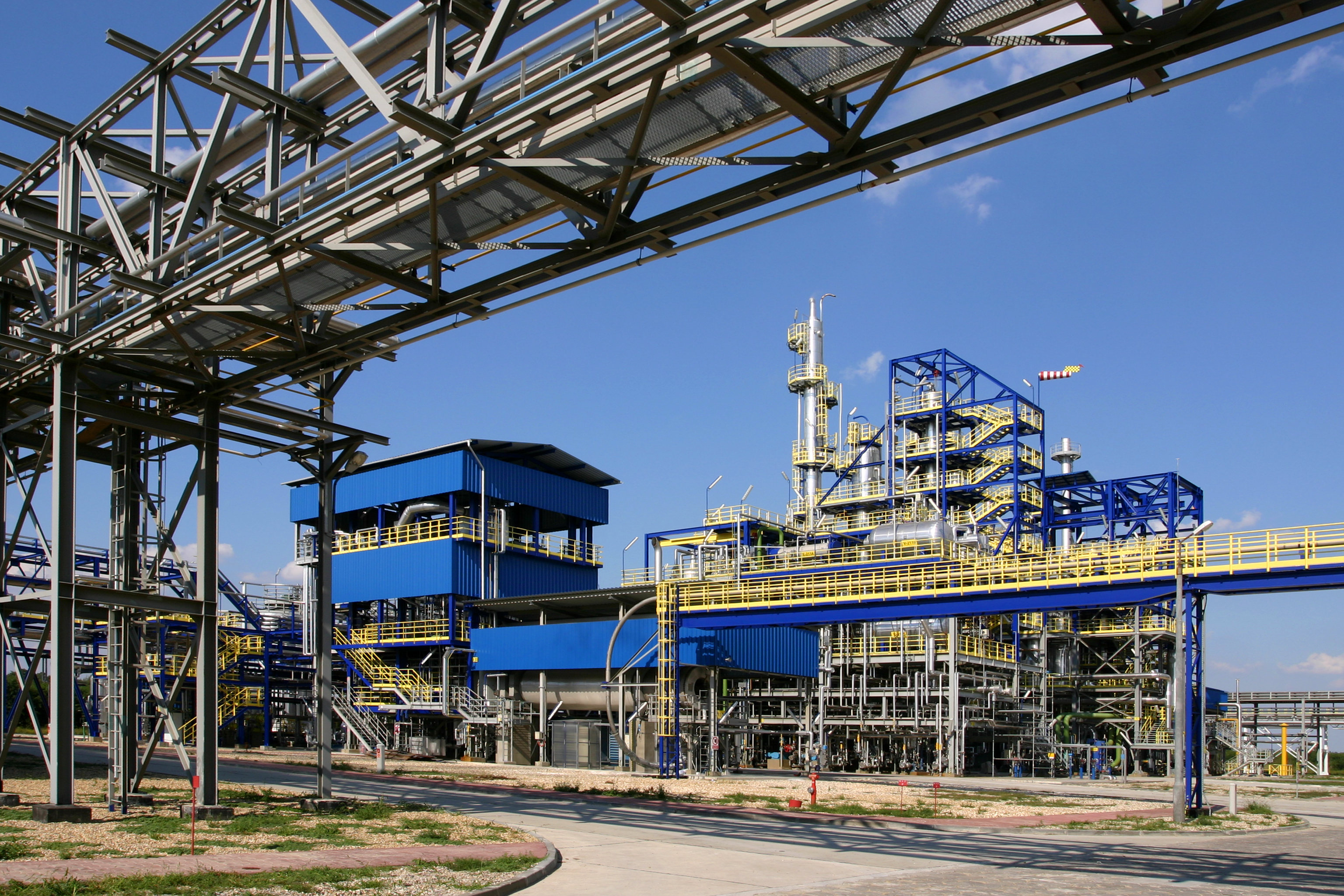
Instalaciones de producción en Zakłady Azotowe «PUŁAWY» S.A.

Zakłady Azotowe de Puławy patrocina en la actualidad al club de balonmano Azoty-Puławy, surgido en 2003 de la segregación del club Wisła Puławy, que juega en la Superliga de Hombres PGNiG. También apoya al club deportivo Wisła Puławy (en el que existen varias disciplinas), cuyo representante es el nadador Konrad Czerniak. Por otro lado, los futbolistas de este club avanzaron a 2.ª división en la temporada 2010-2011.